# Smycz (singel)
Smycz – singiel zespołu Maanam wydany w lipcu 1997 roku, promujący składankowy album Rockandrolle. Do utworu powstał teledysk.

## Lista utworów
1. „Smycz” – 3:03

## Twórcy
- Kora – śpiew
- Marek Jackowski – gitary
- Ryszard Olesiński – gitary
- Krzysztof Olesiński – gitara basowa
- Paweł Markowski – perkusja

Gościnnie grali
- David Saucedo Valle – instrumenty perkusyjne
- Neil Black – skrzypce, Kurzweil